# 銀紋袖蝶屬
銀紋袖蝶屬（Silverspot，學名：Dione）是蛺蝶科釉蛺蝶亞科中的一個屬。分佈在中南美洲。幼蟲取食西番蓮科植物。

## 物種
- 波黑銀紋袖蝶 Dione glycera
- 天后銀紋袖蝶 Dione juno
- 銀紋袖蝶 Dione moneta